# Patata turchesa
La Patata turchesa è una varietà orticola prodotta dalla coltivazione della Solanum tuberosum, la comune patata, il cui nome è dovuto alla particolare colorazione blu-violacea della buccia esterna e della polpa.
Esiste anche la varietà turchesa sbrodola in una ristretta area di Modena.

## Storia
Come ogni varietà orticola, anche la patata turchesa deriva dalla comune patata, pianta originaria dell'America Centrale e Meridionale, introdotta in Europa fin dal XVI secolo. Venne ampiamente coltivata per i suoi tuberi altamente nutrienti, tanto che, dopo il XVIII secolo iniziò a assumere una funzione primaria sia nell'alimentazione umana sia negli animali da allevamento. Nel corso dei secoli, numerose selezioni artificiali, produssero la nascita di numerose varietà orticole, molte delle quali rinomate e ricercate. La patata turchesa si inserisce tra quelle varietà più apprezzate dai consumatori, sia per le sue caratteristiche esterne, che per quelle culinarie. Alcuni indizi sulla sua presenza in Italia, o comunque della sua antenata orticola, vengono dati dal Prosperi (1877-1885) il quale cita, tra le varietà di patate coltivate nei circondari di Lanciano e Penne, anche una patata violetta. Ciò fa supporre che questa varietà di patata fosse coltivata anche nei paesi del Gran Sasso. (Farindola, Arsita, ecc.). Ulteriori indizi provengono dal Manzi che ha raccolto notizie relative a varietà di patate viola o turche nei comuni abruzzesi come Barisciano, con tanto di coltivazione nell'Isola del Gran Sasso, di viola o rossa a Rocca Pia e Pescocostanzo di turca a Scontrone. Queste indicazioni devono tener conto del fatto che, spesso, con la denominazione di patata rossa, si intendeva anche quella con la buccia viola. La patata viola e/o turca, dunque, era coltivata nelle provincie dell'Aquila, di Teramo e di Pescara. Il termine turca, turchesa, turchessa o turchesca invece, viene anticamente attribuito a quelle varietà, probabilmente provenienti da altre aree di produzione, per cui può a ragion veduta essere considerato sinonimo di estraneo, forestiero. Ciò appare assai più evidente se si pensa al comune mais, definito granoturco.

## Distribuzione
Storicamente, l'area di produzione della patata turchesa era assai vasto, comprendendo, di fatto, tutto l'Appennino centro-meridionale e, in particolare, l'Abruzzo, il Molise e il Lazio. Una varietà simile per il colore viola della buccia è coltivata ancora oggi in piccole aree della Calabria. L'areale di produzione è limitato ai 44 Comuni il cui territorio ricade completamente o, in parte, all'interno di un'area protetta.

## Descrizione

### Tuberi
La patata turchesa è una pianta a ciclo annuale provvista di radici fascicolate piuttosto superficiali, dotate di numerose diramazioni capillari. La parte area della pianta è in genere costituita da due o più fusti, angolosi, fistolosi, ingrossati ai nodi, di varia lunghezza e colore, con portamento eretto o più o meno decombente. Dalla parte ipogea del fusto si dipartono gli stoloni i quali, ingrossandosi all'apice, danno luogo ad un tubero. Questi costituiscono, di fatto, gli organi della pianta deputati all'accumulo dei carboidrati fotosintetizzati dalla parte aerea quando essa raggiunge la maturità. Il tubero della Patata turchesa presenta forma irregolare con frequenti tuberosità e si caratterizza principalmente per la buccia di colore viola intenso contenente un'interessante quantità di sostanze antiossidanti, paragonabili a quelle del cavolo. Al suo interno mostra una pasta completamente bianca con un basso contenuto d'acqua; la consistenza e la granulosità sono medie. I tuberi presentano un'epidermide sottile ricoperta da piccole lenticelle, suberificate in condizioni di mancanza d'acqua. Esternamente sono assai evidenti ed infossati gli "occhi", delle strutture da cui si originano delle gemme, dormienti durante lo sviluppo. In fase di pre-germogliamento, dagli occhi fuoriescono giovani steli dal colore tipicamente violaceo.

### Fusti
Durante lo sviluppo, gli steli hanno un portamento eretto e sono alti da 60 a 150 cm; raggiunta la maturità tendono ad assumere un portamento tendente al prostrato e spesso ingialliscono.

### Foglie
Le foglie della patata sono pennato-composte, formate da 7-9 foglioline di diversa grandezza e alternate. I margini della foglia della Patata turchesa sono lisci.

### Fiori
Le infiorescenze sono in posizione terminale e costituite da fiori di 5 petali riuniti in corimbi. Nella Patata turchesa, i petali sono di un colore che varia dal celeste tenue al turchese e presentano stami gialli. La fioritura nelle annate più favorevoli può protrarsi molto a lungo, fino a raggiungere i primi freddi invernali.

### Frutti
Nelle varietà moderne difficilmente la pianta è in grado di produrre frutti. Il frutto è una bacca polposa verde o brunastra, simile a quella del pomodoro. Tale caratteristica permane tuttavia nelle varietà o popolazioni più antiche e, forse, meno selezionate come la Patata turchesa. A causa dell'alta quantità di solanina, un alcaloide tossico contenuto al loro interno, i frutti non sono assolutamente commestibili.

## Coltivazione
La patata turchesa è una specie adatta alla zona climatica freddo-temperate: le aree più vocate alla sua coltivazione sono quelle della montagna appenninica. In queste condizioni ha ciclo primaverile-estivo. La Patata turchesa si semina infatti da marzo a giugno a seconda dell'altitudine e dell'andamento stagionale prevalentemente nelle vallette montane interne.
La pianta ha bisogno, in ogni fase biologica, di una discreta quantità di acqua. Le esigenze idriche si attenuano in prossimità della maturazione. Teme molto gli eccessi di umidità e il conseguente ristagno idrico. Considerando l'areale di produzione, tali condizioni si verificano assai di rado.
Ideali sono i terreni silicei o siliceo-argillosi, leggermente acidi, leggeri, sciolti, permeabili, profondi. Si adatta anche ai terreni a grana piuttosto fine, purché ben strutturati e ben drenanti. In terreni argillosi la raccolta dei tuberi è più difficile e la loro qualità è inferiore. La patata turchesa rifugge comunque dai terreni alcalini.

### Tecnica colturale

#### Avvicendamento
Alla patata turchesa spetta il primo posto nella rotazione, come coltura da rinnovo. Tradizionalmente non viene inserita in rotazioni corte: devono passare almeno 4 anni, prima che possa tornare sullo stesso terreno, né in questo tempo devono entrare nella rotazione altre colture simili. Infatti, le rotazioni corte favoriscono lo sviluppo di agenti patogeni terricoli comportando di conseguenza una riduzione nella produzione.

#### Lavorazioni del terreno
I terreni destinati alla Patata turchesa sono lavorati in profondità in estate, dai 40 ai 50 cm, effettuando così anche l'interramento della sostanza organica, unica forma di concimazione praticata. All'aratura si fa seguire un'adeguata erpicatura allo scopo di perfezionare il letto di semina. Con gli ultimi interventi preparatori, la superficie del terreno può essere perfettamente livellata o assolcata

#### Scelta dei "tuberi-seme" e semina
Per la semina della Patata turchesa si impiegano tuberi di modesta pezzatura, in genere tra i 50 e gli 80 grammi. Questi vengono fatti pre-germogliare prima della semina, disponendo gli stessi in cassette accatastabili in non più di due strati, in ambiente ben illuminato da luce diffusa, non troppo secco, con una temperatura tra 16 e 20 °C. Normalmente, dopo quattro-sei settimane dagli occhi dei tuberi nascono germogli corti, tozzi, robusti, pigmentati viola: è questa la fase in cui si esegue la cernita dei tuberi e scartati quelli con evidenti segni di malattia. La pre-germogliazione infatti permette di anticipare l'inizio della vegetazione e rende possibile un ultimo controllo visivo. I tuberi si distanziano sulla fila di 30–35 cm mentre tra le file 75–80 cm. La profondità di semina è di 5–8 cm in relazione alla natura del terreno. La semina viene effettuata a mano, oppure con piantatrici con le quali l'operazione viene a essere parzialmente o completamente meccanizzata.

#### Cure colturali
La rincalzatura costituisce un'operazione essenziale per la buona produzione della Patata turchesa. Si esegue in uno o due passaggi, nelle 2-3 settimane successive alla semina, con i germogli allo stadio di 2-3 foglie, formando una "porca" di oltre 20 cm di altezza sul piano di campagna: questo assicura condizioni ottimali di sviluppo alle radici, ai rizomi e ai tuberi-figli. La rincalzatura favorisce il radicamento, la tuberizzazione e la nutrizione, evita l'inverdimento dei tuberi e protegge questi, sia pur parzialmente, da eventuali infezioni fungine.

#### Irrigazione
La patata ha esigenze idriche abbastanza elevate durante un periodo dell'anno in cui le precipitazioni sono ridotte. Per esempio: negli ambienti del Parco Nazionale del Gran Sasso e Monti della Laga raramente richiede irrigazioni, in quanto la regolarità delle precipitazioni e l'accumulo di acqua meteorica nel terreno costituiscono una sufficiente riserva.

#### La produzione di "tuberi da conservazione"
Tradizionalmente, ciascun agricoltore conservava parte delle patate dell'anno precedente da destinare per la successiva semina, così come autoproduceva e manteneva tutte le piante per l'alimentazione umana ed animale. L'ambiente richiesto per la produzione di "tuberi da conservazione" deve però essere caratterizzato da un clima fresco con temperature moderate per tutto il ciclo della pianta senza alternanza di periodi di pioggia e di siccità. Vengono quindi preferiti i terreni alle quote più elevate e possibilmente oltre i 1.000 m.s.l.m anche in funzione della scarsa presenza di malattie e patogeni vari. La Patata turchesa da conservazione non viene in alcun modo tagliata; solo quando lo si ritiene indispensabile, a causa della limitata disponibilità, è importante effettuarlo circa 10 giorni prima della semina, stando attenti a non dividere completamente il tubero ma lasciando circa un centimetro dall'ombelico non intaccato in modo da permettere in quel punto la diffusione dei liquidi tissutali e nell'area rimanente per favorire la suberificazione. Solo 3-4 giorni prima della semina, si staccano completamente le due porzioni, in modo da favorire la suberificazione completa.

#### Fase di semina e raccolta della patata da riproduzione
La semina avviene in maniera differenziata a seconda dei vari ambienti in cui avviene la coltura e può essere anticipata o ritardata a seconda dell'andamento climatico stagionale e dell'altitudine del campo. Normalmente avviene in marzo alle quote più basse e si protrae fino a giugno in alta montagna. I sesti d'impianto seguiti per la produzione di Patata turchesa destinata al consumo prevedono una densità di semina sulla fila inferiore rispetto alla patata da conservazione. Più precisamente: distanza fra le file di 80 cm, in modo da permettere rincalzi di terra alti e ampi. Distanza sulla fila tra 30 e 35 cm. Profondità di semina variabile tra i 5 e i 10 cm. Va preferita la semina a quote quanto più alte possibile, preferibilmente oltre i 1.000 m, e leggermente esposte al vento: ciò limita l'attacco di eventuali parassiti. La patata da riproduzione viene sfalciata alla base a fioritura ultimata: dopo circa un mese i tuberi sottostanti risultano completi e maturi. In questo modo viene ridotta la probabilità di attacchi della pianta da parte di afidi e parassiti vari.

#### Conservazione
La patata turchesa viene immessa gradualmente sul mercato in un periodo di tempo che va dagli 8 ai 10 mesi: è quindi molto importante: 
- conservare le patate in modo appropriato per limitare le perdite di peso
- impedire sia la germogliazione che lo sviluppo di malattie
- preservare la qualità dei tuberi: culinaria per le patate da consumo, tecnologica per quelle destinate alla trasformazione industriale.

Dopo la raccolta, i tuberi vengono lasciati in campo qualche ora affinché si asciughino e successivamente, riposti in un luogo fresco, leggermente umido e buio, in cassette basse impilate una all'altra, o, quando possibile, sotto un leggero strato di sabbia perfettamente asciutta. Le cassette devono essere sollevate da terra e disposte in colonne nella misura di massimo 4-5 per pila. Al fine di prevenire eventuali problemi di carattere fitosanitario, in fase di conservazione è opportuno eseguire un esame visivo periodico volto alla vagliatura ed alla eliminazione dei tuberi che presentano evidenti segni di marciume, muffa od altre patologie. Nella fase di vagliatura è altresì opportuno variare la posizione delle singole cassette all'interno della medesima pila. Tradizionalmente in alcune zone era in uso la pratica di conservare le patate in apposite buche scavate nel terreno e riempite da strati alternati di tuberi e paglia, pula o felci; il tutto poi ricoperto con pietre e paglia.

### La produzione nel Parco Nazionale del Gran Sasso e Monti della Laga
Nel mese di ottobre 2009 con l'apporto tecnico ed il sostegno del Parco Nazionale del Gran Sasso e Monti della Laga si è costituita l'Associazione dei produttori della Patata turchesa. Questa associazione, senza finalità di lucro, ha lo scopo di sostenere il mondo rurale all'interno dell'area protetta per tutelare e promuovere: 
- Il recupero, la coltivazione, la conservazione, lo scambio e la diffusione di varietà tradizionali di interesse agricolo.
- La conoscenza, la produzione e la vendita dei prodotti derivati da tali varietà e, più in generale, dei prodotti di agricoltura durevole.
- Il recupero produttivo del territorio e la sua salvaguardia.
- La cultura locale, l'artigianato manuale, la cucina tradizionale, la conoscenza del territorio e delle sue comunità.
- I saperi popolari, le pratiche locali, le titolarità collettive, gli usi tramandati, le innovazioni introdotte con il rispetto dei tempi dettati dalla natura, le consuetudini condivise, la partecipazione nelle scelte e nelle decisioni.

La produzione della Patata turchesa è affidata esclusivamente ai produttori dell'Associazione. I produttori che si dedichino prevalentemente a tale attività potranno contare sull'acquisto incondizionato di tutto il tubero da riproduzione da parte dell'Associazione, previa programmazione dei quantitativi. La patata da riproduzione potrà essere scambiata esclusivamente tra i produttori aderenti all'Associazione grazie alla Legge n. 46/2007, che consente la libera vendita, e, quindi, il libero scambio, tra coltivatori, di sementi per varietà da conservazione che siano coltivate da almeno 50 anni e iscritte in apposito Registro Nazionale. Una particolarità dell'Associazione è quella di avere tra i propri soci ed affiliati anche ristoranti e punti vendita locali che, in questo modo, acquisiscono l'esclusività della vendita e della trasformazione in cucina della Turchesa. Attualmente, il nome “La Turchesa” ed il relativo logo è un marchio registrato dal Parco Nazionale del Gran Sasso e Monti della Laga e concesso in uso all'Associazione Produttori. La Patata turchesa rientra nei Prodotti agroalimentari tradizionali abruzzesi e nei presidi Slow food dell'Abruzzo.

## Avversità e parassiti
Le gelate tardive, soprattutto nelle aree a quote più elevate, possono compromettere l'esito della coltura quando si verificano dopo l'emergenza delle piante: altrettanto dannosa è la siccità, specialmente se si manifesta nelle fasi iniziali di sviluppo della pianta o durante l'ingrossamento dei tuberi. Date le caratteristiche ambientali dell'areale di coltivazione della patata turchesa, fortunatamente, non si temono particolari attacchi di parassiti o malattie crittogamiche. Le buone pratiche di coltivazione e, in particolare, le rotazioni, unite al clima e all'altitudine dei campi coltivati rendono, di fatto, la coltivazione della Turchesa un prodotto naturale assimilabile a quelli biologici.

## Proprietà

### Tabella valori nutrizionali
Composizione per 100 grammi di parte edibile 
Umidità: 74.8
Ceneri: 0.1
Proteine: 2.1
Grassi totali: 0.1
Carboidrati totali: 18.7
Calcio: 0.002
Fibra alimentare totale: 3.3
Vitamina A: 710 mcg
Vitamina C: 2.3 mg
Potere calorico: 352 KJ (84 Kcal)
Le analisi sono state eseguite nel mese di ottobre 2009 presso il Laboratorio dell'Azienda speciale della camera di commercio dell'Aquila su un campione gentilmente fornito dall'azienda agraria La Buona Terra di Marco Matergia sita a Barisciano.

### Libri
- Terra Madre: 1600 comunità del cibo, Slow Food Editore, 2006.
- AgroBiodiversità, La rete degli agricoltori custodi del Parco Nazionale del Gran Sasso e Monti della Laga, L'Aquila, GTE, 2008.
- M. Angelini, Le Patate della tradizione rurale sull'Appennino Ligure, Chiavari, Grafica Piemme, 2008.
- M. Maranella, A contar camosci sulla conca del sambuco, Teramo, Ricerche&Redazioni, 2010.
- Il Buon Paese: 2500 indirizzi, Il meglio della produzione alimentare italiana, Slow Food Editore, 2010.

### Riviste specializzate
- D. Acerra, Abruzzo le 12 Comunità del cibo; Abruzzo Impresa, ottobre 2008.
- F.S., La Patata turchesa, Terra e Vita; 26 novembre-2 dicembre 2005.
- M. Agostini, Agricoltura in aree protette, tra vincoli e opportunità gli aiuti restano nel cassetto, Primo piano Agrisole; 19-25 febbraio 2010.
- P. F. Lisi, Un Parco di attrazioni golose; Origine; Gennaio-Febbraio 2008.
- P. Genta, M. Sommacampagna, Viaggio in Italia tra le patate di grande tradizione, Origine: Prodotto; Novembre-Dicembre 2008.